# Hollow Rock
Hollow Rock – miasto w Stanach Zjednoczonych, w stanie Tennessee, w hrabstwie Carroll.